# Frédéric Chastenet de Géry
Frédéric Marie Jean-Baptiste Chastenet de Géry, né le 5 mai 1889 à La Rochelle et mort le 8 septembre 1976 à Tourtoirac (Dordogne), est un officier de Marine, inspecteur des colonies et homme politique français.

## Biographie
Frédéric Chastenet de Géry entre dans la Marine en octobre 1913, alors âgé de 24 ans, et rejoint le commissariat de la Marine deux ans plus tard. Il intègre ensuite l'Inspection des Colonies dans les années 1920 et devient inspecteur adjoint des colonies le 1er juin 1924, puis inspecteur de 1re classe.
C'est à ce titre qu'il devient gouverneur des EFO, prenant ses fonctions le 17 mars 1937. Lorsque survient l'armistice de 1940, il se montre au départ hésitant entre la loyauté à Philippe Pétain et la poursuite de la guerre aux côtés des Britanniques. Il finit par faire publier les lois de Vichy dans la colonie, provoquant la réaction des gaullistes locaux qui obtiennent la tenue d'un référendum le 1er septembre 1940, dont les résultats sont très largement favorables au général de Gaulle, ouvrant ainsi la voie au ralliement des Établissements français de l'Océanie à la France libre. Chastenet de Géry démissionne sous la pression et est remplacé par un gouvernement provisoire, avant d'être transféré avec sa famille vers l'Indochine, d'où il regagne la métropole.
Sa prise de fonctions dans le gouvernement de Vichy comme directeur de cabinet du secrétariat d'État aux colonies, à compter de janvier 1941, lui vaut d'être radié de l'ordre de la Légion d'honneur au moment de l'épuration (il était officier dans l'ordre depuis 1935), par décret du 10 mai 1946. Il y est réintégré en 1951.
Au début des années 1950, il réside rue du Bac, dans le 7e arrondissement de Paris. Il publie en 1975 son récit des événements ayant mené au ralliement des EFO à la France libre, deux ans après celui d'Émile de Curton.
Frédéric Chastenet de Géry meurt le 8 septembre 1976 à Tourtoirac.

## Grades successifs
- Matelot fourrier : 8 octobre 1913
- Élève du commissariat : 12 novembre 1915
- Commissaire de 3e classe : 1er juillet 1916
- Commissaire de 2e classe : 1er juillet 1917
- Commissaire de 1re classe : 23 juin 1920
- Inspecteur adjoint des colonies : 1er juin 1924
- Inspecteur des colonies de 1re classe

## Distinctions
- Officier de la Légion d'honneur le 29 mars 1935 [2]
  - Chevalier le 23 février 1925

## Publication
- Les Derniers Jours de la IIIe République à Tahiti. Souvenirs d'un gouverneur, Paris, Société des Océanistes, 1975